# Броварський провулок
Броварськи́й прову́лок — провулок у Деснянському районі міста Києва, селище Биківня. Пролягає від Броварського проспекту до Бобринецької вулиці.
Прилучаються Миргородська і Путивльська вулиці.

## Історія
Провулок виник у 1950-ті роки під назвою 836-а Нова́ ву́лиця. Сучасна назва — з 1953 року.